# Margaret Todd
Margaret Georgina Todd (n. 23 aprilie 1859, Glasgow, Regatul Unit al Marii Britanii și Irlandei – d. 3 septembrie 1918) a fost scriitoare și medic scoțiană. Ea a avansat termenul de izotop în 1913 într-o sugestie adresată chimistului Frederick Soddy.

## Tinerețea și educația
Todd s-a născut în Kilrenny⁠(d), Fife, Scoția, fiica lui James Cameron Todd și a lui Jeannie McBain din Glasgow. Ea a fost educată la Edinburgh, Glasgow și Berlin.
Fratele ei a fost James Cameron Todd⁠(d), canonic și profesor anglican britanic, care a fondat școala Michaelhouse⁠(d) în Africa de Sud.
Pe când era învățătoare la Glasgow, în 1886, Todd a devenit una dintre primele studente ale Școlii de Medicină pentru Femei din Edinburgh⁠(d), după ce a auzit că Colegiul Regal Scoțian de Medici și Chirurgi⁠(d) a deschis examenele pentru femei. I-a luat opt ani pentru a termina cursurile de patru ani pentru că, folosind pseudonimul Graham Travers, în timpul studiilor ei, a scris un roman, Mona Maclean, studentă la medicină⁠(d).
Acest fapt a fost descris de revista Punch⁠(d) drept „un roman cu un scop – fără recomandare pentru un roman, mai ales când scopul este acela de a demonstra indispensabilitatea femeilor-doctor”. După ce a absolvit în 1894, și-a luat doctoratul în medicină la Bruxelles.

## Cariera
A fost numită ofițer medical adjunct la Spitalul și Dispensarul pentru Femei și Copii din Edinburgh, dar s-a retras din funcție după cinci ani.
Prima ei carte a fost bine primită. Mai târziu, ea a publicat Fellow Travelers și Kirsty O' The Mill Toun în 1896, urmată de Windyhaugh în 1898, folosind întotdeauna pseudonimul masculin, deși identitatea ei reală era la acea dată cunoscută și menționată în recenziile cărților ei. Până în 1906, chiar și editorii ei au adăugat „Margaret Todd, MD” între paranteze după pseudonimul ei. Pe lângă șase romane, ea a scris și povestiri pentru reviste.

### Izotopii
Todd era prietenă de familie cu chimistul Frederick Soddy, pe atunci lector la Universitatea din Glasgow⁠(d). În 1913, Soddy i-a explicat cercetările asupra radioactivității pentru care avea să câștige Premiul Nobel pentru Chimie⁠(d) în 1921. El a arătat că unele elemente radioactive au mai multe mase atomice posibile, deși proprietățile chimice sunt identice, astfel încât atomii de mase diferite ocupă același loc în tabelul periodic. Todd a sugerat ca astfel de atomi să fie numiți izotopi, cuvânt care în greacă înseamnă în același loc. Acest termen a fost acceptat și folosit de Soddy și a devenit o nomenclatură științifică standard.

## Viața personală
Se presupune că Todd a fost într-o relație romantică cu doctorul Sophia Jex-Blake⁠(d), fondatoarea universității unde a studiat și a lucrat Todd. La pensionarea lui Jex-Blake în 1899, ele s-au mutat la Windydene, Mark Cross⁠(d), unde Todd a scris The Way of Escape (1902) și Growth (1906). După moartea lui Jex-Blake, ea a scris The Life of Dr Sophia Jex-Blake (1918), semnând cartea cu propriul ei nume. Acolo ea a descris lupta femeilor în secolul al XIX-lea pentru a pătrunde în profesia medicală. The Times a descris-o ca fiind „aproape prea laborios de amănunțită pentru cititorul general”, dar a primit laude în alte publicații.

## Moartea și amintirea
Todd a murit la vârsta de 59 de ani, la trei luni după ce a fost publicată cartea ei despre Jex-Blake.
Potrivit unei surse, ea s-ar fi sinucis; necrologul ei din Times spune doar că a murit într-o casă de îngrijire din Londra. După moartea ei, pe numele ei a fost creată o bursă la LSMW. Ea a lăsat 3.000 de lire sterline în testament (echivalent cu £254.000 in 2016) pentru a fi folosite în scopul promovării progresului femeilor în medicină.